# Sistema de género
Los sistemas de género son las estructuras sociales que establecen el número de géneros y sus roles asociados en cada sociedad.  Un rol de género es todo lo que una persona dice y hace que indica a otros o a uno mismo el grado que se es de hombre, mujer, o no binario. Esto incluye, pero no se limita a la excitación y respuesta sexual y erótica. La identidad de género es una experiencia personal propia que incluye el rol de género y la persistencia de una individualidad como hombre, mujer u otro, teniendo conciencia de uno mismo y del propio comportamiento.
El género binario es el más extendido de los sistemas de género.  El binarismo de género es la clasificación del sexo y el género en dos formas distintas y desconectadas de masculinidad y feminidad. Puede describir una frontera social que desalenta a las personas a cruzar o mezclar roles de género, o de identificarse con otras expresiones de género no-binarias. También puede representar algunos prejuicios que estigmatizan a las personas intersexuales y transgénero.  El género binario a menudo implica roles de género e identidades de género como medios de identificación del lugar social que alguien ocupa con una función masculina o femenina.

## Sistemas de género no-europeos
En culturas donde el binarismo de género es prominente, las personas transgénero son una excepción importante a las normas sociales relacionadas con el género. Las personas intersexuales, quienes no pueden ser biológicamente determinados como hombres o mujeres, son otra singularidad obvia. Otras desviaciones del sistema provienen de gais, lesbianas, bisexuales, travestis o transexuales. Otras culturas tienen prácticas propias independientes del género binario occidental.

### Nativos americanos
Cuando los primeros colonos europeos primero llegaron a América del Norte,  descubrieron diferentes tribus nativas que tenían diferentes conceptos de sexo y género. En la sociedad nativa norteamericana se llamaban berdaches a aquellas personas con variantes de género. Los europeos intentaron explicar los berdaches desde varias perspectivas funcionales en términos de las contribuciones que estos sexos/géneros hacían a la estructura social o la cultura. Con el tiempo, el término berdache fue considerado inapropiado e insultante. Cuando la concienciación aumentó, se acuñó un nuevo término en la década de los 1990, dos-espíritus. Había muchas funciones para hombres y mujeres dos-espíritus, como especialización productiva, y sanción sobrenatural o variación de género. Algunas características extendidas de la variedad de roles de género es: travestismo, ocupación del género opuesto, sexualidad con el mismo sexo (aunque género diferente), reclutamiento de diferentes funciones, lenguas especiales, funciones rituales, y asociaciones con poderes espirituales. El travestismo era el marcador más visible, pero existían toda una serie de indicadores más sutiles del estatus de dos-espíritus. Sin embargo, el interés principal es que estas personas eran una porción aceptada de su sociedad. En algunos casos, incluso, tenían un respeto especial y diversos honores. 
Las funciones variaban mucho entre tribus.  Por ejemplo, una variante masculina podría tener que llevar ropa de hombre durante la guerra, pero ropa de mujer en cualquier otro momento.  Estos roles de género a menudo se decidían a una edad temprana.  Si un chico estaba interesado en actividades de mujeres, o viceversa, era probable que tomara una variante de rol de género en la edad adulta. En algunas sociedades, el deseo o la práctica sexual con el mismo sexo configuraba la definición de una variante de género, mientras que en otras, no.
En el caso de los Navajo,  había cuatro géneros: hombre, mujer, hombre nádleeh con cuerpo femenino, y mujer nádleeh con cuerpo masculino.  Las relaciones sexuales entre dos personas de géneros diferentes, independientemente de su sexo biológico, no estaban estigmatizadas.  Aun así, cualquier relación sexual entre dos personas del mismo género estaba considerado homosexual, y estaba fuertemente desaprobado. Sin embargo, en la mayoría de las sociedades nativas americanas, el sexo biológico no tenía ningún papel en las variantes de rol de género.

#### Losalyhamojaves
En la sociedad Mojave se cree que las mujeres embarazadas tienen sueños adivinando el sexo anatómico de sus hijos.  Estos sueños a veces también dan pistas sobre la variante de género futuro.
Un chico que actúe de forma extraña antes de que participe en las ceremonias de pubertad, podría ser considerado por la tribu mojave para una ceremonia de travestido.  Expresar interés en las muñecas, el trabajo doméstico de las mujeres, los juegos de azar de las mujeres o preguntar por las faldas de las mujeres, eran todas ellas maneras en las que un chico podía ser considerado para la ceremonia de travestido.  Antes de que la ceremonia, los parientes intentarían disuadirle, pero si el chico persistía,  asistirían en las preparaciones para la ceremonia.
La ceremonia en sí misma pretendía sorprender al chico.  Era una prueba de voluntad.  Otros poblamientos cercanos eran invitados a asistir y contemplarla.  Un círculo de espectadores cantaría canciones especiales.  Si el chico bailaba como una mujer,  confirmaba su estado como un alyha. Entonces era llevado a bañarse en un río y se le daba una falda con la que vestirse.  La ceremonia cambiaba permanentemente su género dentro de la tribu.  Entonces también tomaba de un nombre de mujer.  El alyha imitaría muchos aspectos de vida femenina, incluyendo la menstruación, comentarios de pubertad, embarazo o nacimiento.  El alyha estaba considerado grandes sanadores, especialmente en curar enfermedades de transmisión sexual como la sífilis.

### Las muxes de Juchitán (Oaxaca, México)
La película documental titulada Ramo de Fuego, producida en el 2000, describe a las personas de Juchitán de Zaragoza (Oaxaca, México). Sigue la vida diaria de las mujeres al llevar sus negocios, vestir sus atrevidas y coloridas ropas tradicionales o aguantar firmes cuando llevan peso sobre sus cabezas. La película claramente describe el empoderamiento femenino y la tolerancia hacia las personas homosexuales y transgénero, como las muxes. La comunidad ejemplifica un sistema de género alternativo diferente del género binario establecido en gran parte del mundo. En muchas ocasiones esta comunidad ha sido criticada y etiquetada como matriarcado; aun no siendo así. Ellos creen que su comunidad es capaz de funcionar porque los roles de género no se sitúan en los individuos, sino que todo el mundo es igual. Por ejemplo no existe un sustentador principal de la familia identificable. Los niños están cuidados de por quienquiera que pueda ayudar; cualquiera que sea capaz prepara la comida, y beber cerveza o fumar no son actos exclusivos de los hombres de la comunidad. Las personas gais, lesbianas y transgéneros tienden a sentirse más aceptadas en estos sistema de género alternativos. La sociedad de Juchitán opera bajo un sistema de género más igualitario en el que hombres y mujeres tienen roles diferentes, pero no exclusivos, y en el que estos roles no son necesariamente supuestos. Debido a la interpretación más libre del género, los tercer géneros también tienen una mayor prominencia en Juchitán que en otras partes del mundo.

### Los machis (chamanes mapuche) de Chile
Los machis son los chamanes del pueblo mapuche de Chile, y son vistos en gran medida como los guardianes políticos, culturales, de las tradiciones espirituales y del poder tanto por los mapuches como por el Estado chileno. De muchas maneras los machis representan un sistema de género alternativo en el que los actos homosexuales son más aceptados, el género puede transgredirse, y la práctica de la poligamia puede tener lugar. Aun así, aunque parece que haya más libertad de género, el cambio de género ocurre solo basándose en diferentes prácticas chamánicas, y el género asociado con la práctica es o bien derivado del sexo físico asentado, por ejemplo, sobre la reproducción; o del sistema de género hegemónico de la nación de Chile. Por ejemplo, la participación política se ha convertido en una práctica masculina, mientras las prácticas espirituales están consideradas como femeninas. Mientras que para llevar a cabo estas prácticas uno no tiene por qué ser un hombre o una mujer "físicos", sí que deben canalizar ese género para llevarlas a cabo.
Los machis fueron inevitablemente influidos por el sistema de género occidental dominante en Chile a través de la evangelización patrocinada por el Estado (la mayoría del pueblo mapuche es hoy católico) y por la Ley indígena. La Ley indígena politizó aún más a los machis y los sometió al discurso nacional con las normas de género del estado chileno, cambiando la manera en la que los machis actuaban respecto al género. Los machis jugaban con el conocimiento de varios sistemas de género e identidades según sus intenciones, quién estaba presente y en qué contexto.

### Hinduismo
En el subcontinente indio también existen diferentes conceptos de qué está socialmente aceptado respecto al género.  Aunque el sistema de género es esencialmente binario, existen ideas bastante diferentes del pensamiento occidental.  Estas ideas a menudo provienen contextos religiosos.  Algunos mitos con origen hindú presentan ancestros andróginos o hermafroditas. Algunos poetas antiguos a menudo mostraron esta idea al presentar imágenes con atributos físicos mixtos entre los dos sexos.  Estos temas todavía existen en la cultura actual, y han sido incluso institucionalizaods.  El grupo más importante es el de los hijras.

#### Hijras

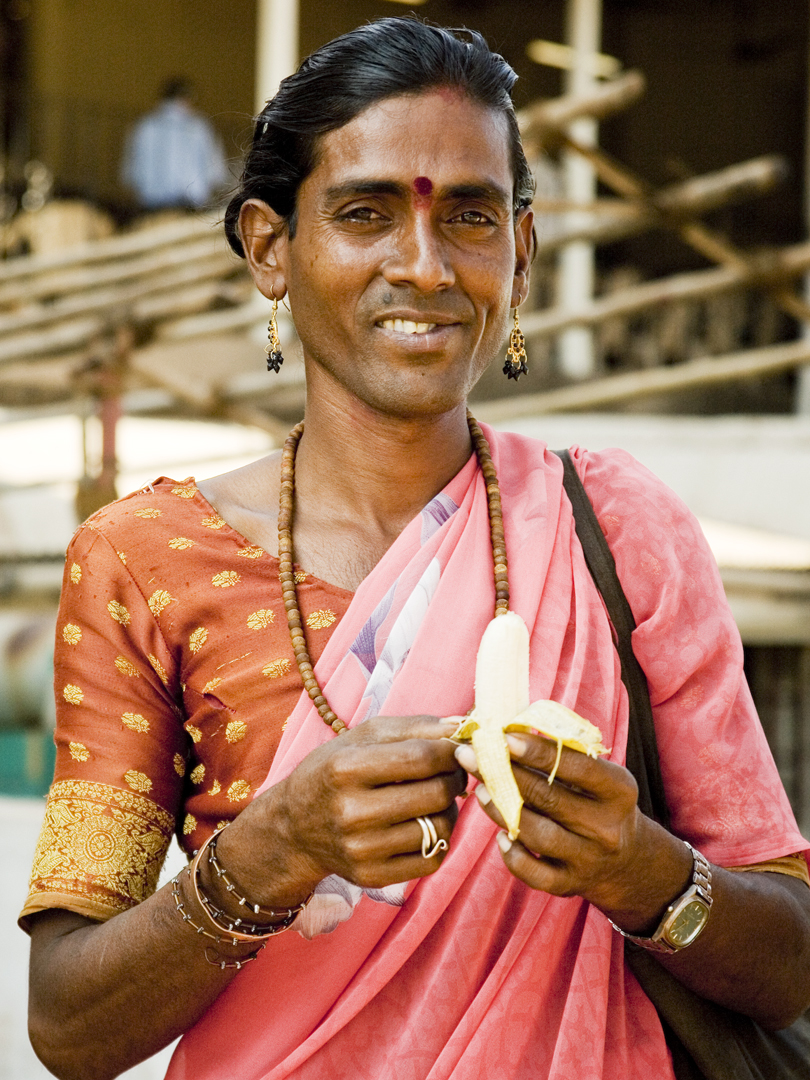
Un hijra de la India.

El reconocimiento de más de dos sexos/géneros se remonta en la India hasta tiempos tan tempranos como el siglo VIII a. C. En la India moderna, el término hijra tiene generalmente significado como eunuco o intersexual, y es un término que denota impotencia sexual. En la definición cultural, un hijra es una persona nacida como hombre, pero que adopta la ropa, comportamiento y ocupaciones de mujeres. Su estatus social no es ni de hombre ni de mujer, ni masculino ni femenino. Cuando se pregunta a los hijras si son hombres o mujeres, a menudo responden con comentarios como “Nosotros, hijras, somos como mujeres”, demostrando su lugar en cultura. Los hijras andan, gesticulan, hablan y utilizan expresiones faciales más comunes entre mujeres indias. Incluso toman nombres femeninos como parte de su transformación de género. Convertirse en un hijra no es posible fuera de la sociedad india. Ser un hijra significa asumir un compromiso que da soporte social y seguridad económica, así como un significado espiritual y cultural que les conecta con un mundo mayor.
Una persona nacida hombre, que no sea intersexual, que desea convertirse en un hijra puede transformar su sexo a través de una operación de emasculación.  Esta operación puede ser un renacer para los hijras y contiene elementos de parto para simbolizar esto.  El proceso incluye castración, sangría, y rituales especiales. En la sociedad hijra existe una jerarquía de gurús o profesores, y de chelas o discípulos. Para ser aceptado en la subcultura hijra se ha de ser apadrinado por un gurú, quién a su vez enseña y les ayuda a formar una familia.
Bangladés, India y Nepal reconocen en la documentación un tercer género aparte del masculino y femenino.

#### Sādhin
Se llama sādhin a una mujer que tras una ceremonia es aceptada como tal. Una candidata a sādhin ha de ser virgen y jurar celibato. Una vez aceptada puede llevar ropa de hombre y el cabello corto. Generalmente mantienen su nombre femenino y siguen siendo tratados como mujeres.

### Brasil
La cultura brasileña también tiene un sistema binario de género, pero no corresponde exactamente con el occidental tradicional.  Más allá de hombres y mujeres, ciertas áreas de Brasil tienen hombres y no-hombres.  Los hombres cumplen con las características físicas y de comportamiento que consideramos tradicionalmente como masculinas, y cualquiera que muestra cualidades femeninas se le asigna la categoría de no-hombre.  Este concepto es el resultado de utilizar la penetración sexual como el factor definitorio del género. Cualquiera que es penetrado se convierte en femenino, y por tanto es un no-hombre. El resto del mundo, más allá de su preferencia sexual, permanece como hombre.??
El grupo de personas más conocido al hablar sobre género en Brasil es el de los travestis, o las prostitutas transgénero.  A diferencia de la India o de los nativos americanos, la existencia de los travestis no proviene de un contexto religioso.  Convertirse en travesti es una elección individual.  Nacidos varones,  utilizan distintas técnicas para parecer mujeres.  Algunos se inyectan hormonas femeninas o consiguen implantes de silicona para imitar más fielmente las curvas del cuerpo femenino brasileño.  Los travestis reconocen no ser mujeres, e incluso que nunca llegarán a convertirse en mujeres.  En cambio, su cultura se basa en la premisa dicotómica hombre/no-hombre. Los travestis no desean extirpar sus penes,  únicamente los manipulan para esconderlos. Sienten que la castración no les acercaría a convertirse en mujer.
La homosexualidad también sigue el binarismo hombre/no-hombre.  Si un travestí tiene un novio, éste no es considerado homosexual, porque el travestí no es un hombre.  Pero si en cualquier momento el novio expresa interés en el pene del travesti, el travesti inmediatamente perderá interés en él como socio porque también se ha convertido en un no-hombre.

### Polinesia
En Polinesia  hay muchos términos diferentes para referirse a roles de género, por ejemplo, en Tahití se denominan māhū. En Samoa la variante de género masculino se llama fa'afafine que significaría “como una mujer.” En Tonga el término es fakaleiti. Todos de estos términos se utilizan cuando un hombre se ocupa del trabajo de mujeres, viste su ropa o adopta su tono de discurso y gestos. Sin embargo, en Polinesia cuando un hombre transgrede el género y actúa como una mujer no es visto como si se estuviera convirtiendo en mujer, sino que se encuentra en algún punto entre la categoría de hombre y de mujer, sin ser ninguno de ellos, pero teniendo los elementos de ambos. Tienden a ser afeminados y suelen interesarse por las tareas del hogar vinculadas a las mujeres, pero no se visten exclusivamente como mujeres.  A menudo buscan sexo oral con hombres, quienes suelen ridiculizarlos en público, aunque puedan buscar su compañía en entornos privados.

### Tailandia

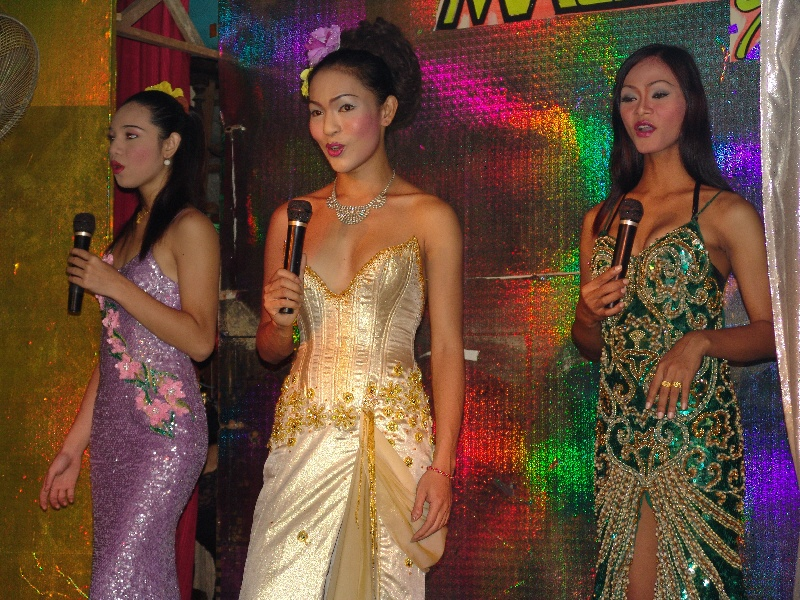
Kathoeis en un espectáculo de cabaret en Pattaya.

Kathoey es un término utilizado tanto por hombres como por mujeres que les permite alejarse de las identidades normativas masculina y femenina. Hasta los años 1970, tanto intersexuales como hombres y mujeres travestis se llamaban kathoeis. A través de los cambios culturales, hoy en día generalmente se entiende a un kathoey como un hombre travesti o una mujer transgénero.
Kathoey deriva del mito budista que describe originalmente tres sexos/géneros, hombre, mujer y hermafrodita o kathoey. Kathoey no se trata meramente de una variante entre hombre o mujer, sino que se considera un tercer sexo independiente.

### Filipinas
La variante de género más notable de Filipinas es el bakla.  Los baklas son hombres con espíritu femenino, que se travisten y se les supone el rol receptor en las relaciones sexuales.  En Filipinas, un "hombre real” es sencillamente uno que no es bakla.  Como existen connotaciones negativas de los términos locales que se refieren a la diversidad de género, en la actualidad, muchos baklas prefieren ser identificados simplemente como gais, en vez de un tercer género.  Las parejas de los baklas no son consideradas homosexuales por la sociedad filipina.  Los baklas también han intentado obtener reconocimiento como tercer sexo o género como intento de normalizar su no-conformidad al sistema de género y ser tratados socialmente igual a hombres y mujeres.

### Nigeria
María Lugones observa que entre los Yoruba no existía ningún concepto de género y absolutamente ningún sistema de género antes del colonialismo. Argumenta que el sistema de género fue introducido por los poderes coloniales como herramienta de dominación y que esto cambió fundamentalmente las relaciones sociales entre los indígenas.

## Definición cultural de homosexualidad
En culturas donde la diferencia entre hombre y mujer en el sistema de género binario es exclusivamente masculina y femenina,  es importante observar cómo la sexualidad entre personas del mismo sexo cambia entre culturas.  En algunas subculturas, como los travestis de Brasil, el comportamiento homosexual coloca a las personas a uno u otro lado del género binario.
La homosexualidad y sus efectos en el lugar que ocupa una persona en la sociedad es frecuentemente drásticamente diferente en cada cultura. Por ejemplo, en ciertas tribus Sambia de Papúa Nueva Guinea se cree que un chico solo es capaz de pasar a la pubertad si ingiere el semen, considerado como la fuerza de la vida, de un hombre adulto.  Además, estos pueblos Sambia creen que un hombre es incapaz a reponer su semen por sí mismo, por lo que el ritual puede continuar durante un tiempo, normalmente hasta el emparejamiento, cuándo se le muestra un árbol que exuda un líquido lechoso parecido al semen y del que podrá beber a partir de entonces.
En la sociedad sotho en el Lesoto contemporáneo, las chicas y las mujeres pueden intercambiar largos besos, realizarse cunnilingus, e incluso enamorarse y formar una unión parecida al matrimonio. Sin embargo, para esta sociedad el sexo requiere penetración y el matrimonio requiere un hombre como marido.  Por lo tanto, en este contexto cultural no existe ningún concepto de lesbianismo.